# John Hadl
John Hadl (Lawrence, Kansas; 15 de febrero de 1940 – 30 de noviembre de 2022) fue un jugador y entrenador de fútbol americano que jugaba en la posición de quarterback en la American Football League (AFL) y la National Football League (NFL) por 16 temporadas.

## Carrera

### Primeros años y universidad
En sus años en la Lawrence High School jugaba en la posición de halfback (similar a la de running back pero en una posición más retrasada), pero al llegar a nivel universitario con los Kansas Jayhawks jugaba en ofensiva y defensiva en su segunda temporada. En sus últimas temporadas fue quarterback, y por su desempeño fue nombrado "Jugador del Siglo" por la universidad. En sus cuatro años de universitario fue All-American en 1960 como halfback y en 1961 como quarterback, por lo que fue el primer jugador de la Universidad de Kansas en obtener el logro en más de una ocasión, aunque también jugaba en las posiciones de punter, defensive back y también como regresador de patadas, teniendo en esta última un promedio de 46 yardas por devolución en 1959. También tiene el honor de que el número 21 que utilizaba es el único número retirado en los Kansas Jayhawks.
Hadl fue seleccionado en el mejor equipo de la conferencia por tres temporadas, tuvo 1345 yardas aéreas y 1041 terrestres. Hadl actualmente tiene dos récords en Kansas: el regreso de intercepción más largo de 98-yardas ante TCU; y el despeje más largo, que fue de 94 yardas ante Oklahoma.
Con Hadl corriendo en la ofensiva los Jayhawks estuvieron entre los mejores 20 equipos de la liga en sus años de júnior y sénior, con un récord total de 15–5–2. Llevó a Kansas a la victoria por 33–7 ante Rice en el Bluebonnet Bowl. También ganó el MVP en el East–West Shrine Game y el College All-Star Game.

### Profesional
Llegó a la American Football League con los San Diego Chargers en 1962 por encima de los Detroit Lions (equipo que lo eligió en la primera ronda del Draft de la NFL).
Hadl jugó todos los partidos de su primera temporada, la mayoría en el segundo tiempo ya que inicío 10 de los 14 partidos. Su primer pase en la AFL fue un touchdown de 15 yardas a Bobby Jackson en la derrota por 21-30 ante los Denver Broncos. Su primer partidos de titular fue el 23 de septiembre ante los Houston Oilers, donde completó 1 de 4 pases para seis yardas antes de ser reemplazado por Dick Wood. Los Chargers usaron 3 quarterbacks en esa temporada incluyendo a Jack Kemp. Hadl lanzó tres touchdowns y tres intercepciones (el primero de tres partidos con tres intercepciones) con 7 pases de 14 intentos ante Oakland en la victoria por 42-33. Solo ganó uno de los nueve partidos en los que fue titular, completando 11 de 24 pases para 161 yardas, dos touchdowns y una intercepción ante Oakland el 2 de diciembre de 1962.
Los Chargers ganaron cuatro partidos en esa temporada, que subió a 11 en 1963 luego de adquirir al jugador de 35 años Tobin Rote como el quarterback titular. Con Rote iniciando cada partido, Hadl jugaba poco, completó 28 de 64 pases para 502 yardas con seis touchdowns y seis intercepciones. En el partido de campeonato de la AFL de 1963, Rote y Hadl fueron alternados ante Boston, para vencer a los Patriots por 51–10, con Hadl completando 7 de 11 pases para 132 y ambos anotaron un touchdown terrestres y lanzaron un pase de touchdown. Hadl también hizo dos despejes con Chargers, ambos de 75 yardas.
Al año siguiente Hadl inició 8 de 14 partidos mientras que Rote inició los otros seis. Hadl tuvo récord de 6-2 con 2157 yardas, 18 pases de touchdown y 15 intercepciones con un promedio de pases completos del 53.6 %, por lo que fue llamado al AFL All-Star. Cin embargo, en el partido de campeonato ante los Buffalo Bills inicío Rote ante su excompañero Kemp, quien era el quarterbackde Buffalo. Luego de que Rote completara 10 de 26 pases para 118 yardas y un touchdown con varios lesionados (Lance Alworth y Keith Lincoln), Hadl tomó su lugar, pero apenas completó 3 de 10 pases para 31 yardas y una intercepción, y los Chargers perdieron 7-20. La cantidad de despejes de Hadl aumentó, despejó en 62 ocasiones para 2447 yardas, siendo el más largo de 71 yardas.
En 1965 fue el quarterback titular de San Diego. Llevó al equipo a un récord de 9-2-3 con 2798 yardas (el mejor de la liga) con 20 touchdowns y 21 intercepciones con un promedio de pases completos del 50 %, por lo que fue llamado nuevamente al AFL-All Star. Hadl jugó por tercera y última vez en el partido del campeonato de la AFL. Fue su único partido de campeonato de titular, enfrentando nuevamente a los Bills, donde Hadl completó 11 de 23 pases para 140 yardas y dos intercepciones y los Chargers perdieron 0-23. Hadl hizo 38 patadas de despeje para 1544 yardas. Hadl despejó tres veces para 100 yardas en dos temporadas separadas.
Al año siguiente fue titular en doce partidos de los catorce de la temporada, mientras que Steve Tensi inició los otros dos. Hadl tuvo marca de 7-4-1 con 2846 yardas, veintitrés touchdowns y catorce intercepciones para un promedio de pases completos del 53.3 %, haciendo que los Chargers tuvieran la tercera mejor ofensiva de la liga pero no clasificaron al playoff por primera vez en los últimos cuatro años. Hadl inició una racha en la semana cinco. El 8 de octubre lanzó un pase de touchdown ante los New York Jets. En el resto de la temporada Hadl lanzó al menos un pase de touchdown, y la racha continuó hasta la siguiente temporada, que fue de 19 partidos consecutivos (8 de octubre de 1966-19 de noviembre de 1967) con al menos un pase de touchdown, que fue la racha más larga de un quarterback en la American Football League. Hadl jugó todos los partidos de la temporada de 1967, su marca fue de 8-5-1 con 3365 yardas, 24 pases de touchdown y 22 intercepciones con un promedio de pases completos del 50.8 %, liderando la liga en yardas ganadas por pase completo con 15.5. En 1968 lideró la liga en pases completos, intentos de pase, yardas (3473), touchdowns (27), e intercepciones (32, la mayor cantidad en su carrera) con un promedio de pases completos del 47.3 % y elegido al All-Star, pero el récord de 9-5 solo sirvió para terminar en tercer lugar en la Western Division. En su última temporada en la AFL fue la de 1969, cuando los Chargers eran como un tornado. Su entrenador (y futuro miembro del Pro Football Hall of Fame) Sid Gillman renunció por problemas de salud cuando el equipo iba con marca de 4-5. Hadl inicío 10 partidos y Marty Domres los otros cuatro, y Hadl ganó cinco de esos partidos. Lanzó para 2253 yardas con diez touchdowns y 11 intercepciones con un promedio de pases completos del 48.8 %, y Hadl fue llevado nuevamente al AFL All-Star. En ese AFL All-Star Game ganó el MVP.
Los Chargers terminaron su historial ganador luego de la fusión de la AFL-NFL, ya que no tuvieron una temporada ganadora hasta 1978. Hadl fue el titular en las primeras tres temporadas tras la fusión. En 1970 tuvo marca de 4-5-3 con 2388 yardas, 22 touchdowns y 15 intercepciones con un promedio de pases completos del 49.5 %. Al año siguiente lideró la liga en pases completos, intentos de pase, yardas (3075), touchdowns (21) y yardas por partido (219.6) aunque lanzó 25 intercepciones y su promedio de pases completos fue del 54.1 % con un récord de 6-8. Hadl fue el segundo quarterback en la historia en liderar en dos ligas diferentes en yardas por pase (el primero fue Otto Graham), y fue la tercera vez en seis años (1965, 1968) que lideró la estadística.
En su último año con los Chargers en 1972 tuvo marca de 4-9-1 con 2449 yardas, 15 touchdowns ay 26 intercepciones (la mayor en la liga) con un promedio de pases completos del 51.4 % y elegido al Pro Bowl. Antes de la temporada de 1973 Hadl fue traspasado a Los Angeles Rams a cambio del defensive end Coy Bacon y el running back Bob Thomas. En su primera y única temporada con los Rams los llevó a su primera temporada ganadora desde 1968 y su primer playoff desde 1965 con un récord de 12-2, 2008 yardas, 22 touchdowns y 11 intercepciones y un promedio de pases completos del 52.3 %. Ganó el premio al mejor jugador del año en la National Football Conference y otra aparición en el Pro Bowl. En los playoffs de ese año enfrentaron a los Dallas Cowboys en el Texas Stadium, y los playoffs de la NFL en esos años solo participaban ocho equipos que rotaban las sede. Tuvo 7 de 23 pases completos para 133 yardas y una intercepción en la derrota por 16-27 por un rally en el último cuarto conde la defensiva de los Rams colapsó.
En la temporada siguiente jugó para dos equipos. Hadl jugó los primeros cinco partidos con los Rams y su récord era de 3-2 antes de ser reemplazado por James Harris. Con 34 años Hadl fue transferido a los Green Bay Packers por cinco selecciones del draft de primera y segunda ronda de 1975 y 1976, y una selección de tercera ronda en 1975. El entrenador y gerente general Dan Devine sintió que un quarterback veterano sería la única solución para los Packers para jugar por segunda ocasión los playoffs, la primera desde 1967, luego del intento fallido de contratar a Archie Manning de los New Orleans Saints. El traspaso fue un desastre; recordado como uno de los peores (sino el peor) para un quarterback titular en la historia de la NFL en lo que es relevancia. El entrenador Devine llevó al equipo con un récord de 19-19-4 en sus primeras tres temporadas, incluyendo la derrota en los playoffs den 1972. Los Packers terminaron con marca de 6-8 en 1974 antes de que Devine se fuera a dirigir Notre Dame, lo que le dio la oportunidad a Bart Starr de ser entrenador. Llevó al equipo a una vez a los playoffs, y en tres de nueve temporadas terminaron con al menos ocho victorias.
Al mismo tiempo, los Rams aprovecharon las selecciones del draft para conseguir jugadores para tener a uno de los equipos más dominantes de la NFC West por el resto de la década de los años 1970 y la aparición en el Super Bowl XIV. En los años siguientes luego del infame intercambio, Hadl se mostró sorprendido, en 1974 al llegar a Green Bay dijo: "Yo realmente no lo creía... no pienso que estoy desesperado."
Mientras tanto, con un récord combinado de 6-5 con los dos equipos, Hadl lanzó para 1752 yardas, 8 touchdowns y 14 intercepciones, y un promedio de pases completos del 47.5 %. En 1975 fue la única temporada completa con los Packers, y con una pésima línea ofensiva, lanzó seis touchdowns y 21 intercepciones para 2095 yardas y un promedio de pases completos del 54.1 %, siendo capturado en 35 ocasiones y terminó con récord de 4-9. Pasó a Houston en 1976, principalmente para cumplir el rol de suplente de Dan Pastorini.  Inició seis partidos combinados en dos temporadas en las que lanzó siete touchdowns y 11 intercepciones para 710 yardas.
Luego de su paso por Green Bay, Hadl terminó con récord de 82–76–9 como titular en su carrera. Al retirarse, Hadl estuvo en sexto lugar en la lista histórica de victorias para un quarterback con 82. Exceptuando a Roman Gabriel, fue uno de los quarterbacks en el Pro Football Hall of Fame. Hadl figura entre los mejores 40 en victorias de todos los tiempos, siendo entre los que tiene más victorias de los Hall of Famers como Sonny Jurgensen, Joe Namath, y George Blanda.
Tiene el récord de la NFL en empates (nine) como quarterback titular. Hadl utilizó el n.º 21 en toda su carrera en la NFL, excepto con Green Bay donde al llegar utilizó el n.º 12. Fue el último quarterback titular en utilizar un número mayor al n.º 19 antes de que la NFL adoptara un rígido sistema de numeración de uniformes en 1973. Hadl estuvo entre los mejores 10 en pases de touchdown por un quarterback hasta 1999 (a más de 20 años de su retiro), con el y otros miembros del Hall of Fame (como Dave Krieg y Boomer Esiason).
Hadl fue introducido al Chargers Hall of Fame en 1983. La Professional Football Researchers Association lo nombró en la PFRA Hall of Very Good Class de 2006.

## Entrenador y administrador
Al retirarse como jugador en 1977, Hadl regresó a su alma mater como entrenador de quarterbacks con Bud Moore en los Kansas Jayhawks en 1978. Entre 1979-81 se mantuvo con KU, pasando a ser coordinador ofensivo con el entrenador Don Fambrough. A la vez, figuró como "asistente de entrenador sin nombre" que trajo beneficios para los reclutadores de Kansas a inicios de los años 1980, lo que resultó en sanciones por parte de la NCAA en el programa de fútbol americano. Hadl constantemente dijo no equivocarse, y su permanencia con el programa deportivo de Kansas no encontró ninguna infracción.
No era elegible para regresar al programa antes de 1981, por lo que pasó a Los Angeles Rams como entrenador asistente en 1982. En 1983 fue entrenador de quarterbacks de los Denver Broncos, quiene habían elegido a John Elway como el quarterback franquicia.
Luego de una temporada Hadl pasó a ser entrenador en jefe de Los Angeles Express de la United States Football League (USFL) de 1984 a 1985, donde tuvo un récord de 13–23 en temporada regular, y de 1–1 en playoffs. Hadl tiempo después se retiraría
Hadl terminó su carrera en Lawrence como director atlético asociado de la Universidad de Kansas.

## Equipos
| Equipo             | Periodo   |
| ------------------ | --------- |
| San Diego Chargers | 1962–1972 |
| Los Angeles Rams   | 1973–1974 |
| Green Bay Packers  | 1974–1975 |
| Houston Oilers     | 1976–1977 |

## Logros
- Campeón de la AFL (1963)
- Hombre del Año de la NFL (1971)
- Primer Equipo All-Pro (1973)
- 2 veces Pro Bowl (1972, 1973)
- Líder en Yardas por Pase en la NFL (1971)
- Líder en Pases de Touchdown en la NFL (1971)
- 4 veces AFL All-Star (1964, 1965, 1968, 1969)
- 2 veces Segundo Equipo All-AFL (1965, 1966)
- 2 veces Líder en Yardas por Pase en la AFL (1965, 1968)
- Líder en Pases de Touchdown en la AFL (1968)
- Los Angeles Chargers Hall of Fame
- 2 veces Primer Equipo All-American (1960, 1961)
- 2 veces Primer Equipo All-Big Eight (1960, 1961)
- N.º 21 retirado de los Kansas Jayhawks